# Белая (приток Цны)
Белая — река в России, протекает по Вышневолоцкому району Тверской области. Исток реки находится у юго-западной границы Вышневолоцкого района к востоку от деревни Репище Фировского района. Южнее и восточнее истока проходит водораздел с бассейном реки Поведь бассейна Волги. Река многократно меняет направление течения, в основном течёт на северо-восток. Устье реки находится в 26 км по правому берегу реки Цна у деревни Горелышево. Длина реки составляет 42 км, площадь водосборного бассейна 286 км².
На берегу реки стоят деревни Лужниковского сельского поселения: Осовец, Хорево, Малая Емельянова Горка, Сушино, Емельянова Горка, Ситниково, Лужниково, Горелышево.
У деревни Ситниково в 21 км от устья слева в Белую впадает Мошня.

## Данные водного реестра
По данным государственного водного реестра России относится к Балтийскому бассейновому округу, водохозяйственный участок реки — Шлина, речной подбассейн реки — Волхов. Относится к речному бассейну реки Нева (включая бассейны рек Онежского и Ладожского озера).
Код объекта в государственном водном реестре — 01040200112102000019846.